# 岡島美行
岡島 美行（おかじま よしゆき、1898年4月25日 - 1967年9月19日）は、日本の経営者。奈良県出身。

## 経歴
1921年に東京商科大学専攻科を卒業し、同年に日本綿花に入社。1945年6月に取締役に就任し、1947年に専務を経て、1951年11月には社長に昇格した。1960年11月から1965年5月までに会長を務めた。
1959年に藍綬褒章を受章。。
1967年9月19日肝硬変のために死去。69歳没。